# Virava
Virava (szlovákul: Výrava, ukránul: Virava) község Szlovákiában, az Eperjesi kerület Mezőlaborci járásában.

## Fekvése
Mezőlaborctól 11 km-re délkeletre, a Virava patak partján, a lengyel határ mellett fekszik.

## Története
A település a feljegyzések szerint 1530-31-ben népesült be, első lakói pásztorok és favágók voltak. 1550-től a Drugeth család homonnai uradalmának része volt. 1557-ben az adóösszeírásban „Viroua” alakban említik először, ekkor öt portával adózott. 1560-ban „Verowa” néven szerepel. A 16. század végétől a Drugetheken kívül a Palocsay, Wiczmándy, Malikóczy és Soós családoké. 1715-ben malma, 15 lakatlan és 24 lakott háza volt. 1772-től vámház és karantén állomás is található a községben. Lakói mezőgazdasággal, takácsmesterséggel, erdei munkákkal foglalkoztak. 1787-ben 75 házában 499 lakos élt.
A 18. század végén Vályi András így ír róla: „VIRAVA. Orosz falu Zemplén Várm. földes Ura Gr. Barkóczy Uraság, lakosai ó hitüek, fekszik Csabalonczhoz, és Olysinkóhoz 1/2 órányira; határja 2 nyomásbéli, nagyon hegyes, agyagos, sovány földgye zabot terem, egyebet tsekélyen, erdővel bővelkedik; van itten Harmintzad is.”
A 19. században a Hadik-Barkóczi család birtoka. 1828-ban 73 háza volt 576 lakossal.
Fényes Elek 1851-ben kiadott geográfiai szótárában így ír a faluról: „Virava, Zemplén v. orosz falu, a gallicziai határszélen: 40 romai, 536 g. kath., 20 zsidó lak. Harminczadhivatal. Görög paroch. templom. 944 hold szántóföld. F. u. gr. Barkóczy. Ut. p. Nagy-Mihály.”
Borovszky Samu monográfiasorozatának Zemplén vármegyét tárgyaló része szerint: „Virava, a gácsi határszélen fekszik. Ruthén kisközség. Körjegyzőségi székhely, 69 házzal és 402 gör. kath. és róm. kath. vallású lakossal. Saját postája van, távírója és vasúti állomása Koskócz. 1550-ben Drugeth Imrét, Gábort, Gáspárt és Ferenczet és Hosszúmezey Györgyöt iktatják „Vyrova” birtokába. 1587-ben Malikóczy Miklós és Gábor is kapnak itt részeket. Az 1598-iki összeírás a Homonnaiakon kívül Palocsay Györgyöt, Wiczmándy Mártont, Malikóczy Gábort és Soós János özvegyét említi birtokosaiként; később Pethő Jánosnak és Forgách Simonnak is volt benne részük. Azután a Barkóczyak lettek a földesurai és most a gróf Hadik-Barkóczy Endre hitbizományához tartozik. A vármegye itt 1772-ben vámszedő hivatalt és veszteglő-állomást építtetett. A község határában, a Beszkid nevű hegyen sáncznyomok láthatók, melyeket – mint mondják – 1848-ban emeltek. Gör. kath. temploma 1780 táján épült, de 1863-ban megújították.”
1920 előtt Zemplén vármegye Mezőlaborci járásához tartozott.
A háború után lakói a mezőgazdaság mellett Kassa üzemeiben és a környék ipari vállalatainál dolgoztak.

## Népessége
| Év:            | 1994. | 2004.   | 2014.    | 2024.   |
| -------------- | ----- | ------- | -------- | ------- |
| Emberek száma: | 157   | 156     | 188      | 186     |
| Eltérés:       |       | -0,63 % | +20,51 % | -1,06 % |

| Év:            | 2023. | 2024.   |
| -------------- | ----- | ------- |
| Emberek száma: | 185   | 186     |
| Eltérés:       |       | +0,54 % |

1910-ben 431-en, többségében ruszinok lakták, jelentős magyar kisebbséggel.
2001-ben 144 lakosából 72 ruszin, 53 szlovák volt.
2011-ben 172 lakosából 84 szlovák és 81 ruszin.

## Nevezetességei
- Görögkatolikus temploma 1780-ban épült barokk-klasszicista stílusban, 1863-ban megújították.
- A népiskola épülete 1908-ban készült el.
- Az ortodox templom 1996-ban épült.